# Gunung Guntur
Gunung Guntur är ett berg i Indonesien.   Det ligger i provinsen Jawa Barat, i den västra delen av landet, 150 km sydost om huvudstaden Jakarta. Toppen på Gunung Guntur är 2 249 meter över havet, eller 758 meter över den omgivande terrängen. Bredden vid basen är 8,7 km.
Terrängen runt Gunung Guntur är kuperad åt sydväst, men åt nordost är den bergig.Runt Gunung Guntur är det tätbefolkat, med 881 invånare per kvadratkilometer. Närmaste större samhälle är Garut, 8,0 km sydost om Gunung Guntur. I omgivningarna runt Gunung Guntur växer i huvudsak städsegrön lövskog.